# Dorothy Devore
Dorothy Devore, nome d'arte di Alma Inez Williams, (Fort Worth, 22 giugno 1899 – Woodland Hills, 10 settembre 1976), è stata un'attrice e comica statunitense, tra le più popolari interpreti del cinema muto della sua epoca.

## Gli inizi
La famiglia di Dorothy Devore si trasferì dal Texas a Los Angeles quando era ancora una bambina. Fu quindi nella città californiana che finì i propri studi, unendosi poi a una compagnia che metteva in scena commedie musicali, compagnia con cui rimase per un anno. Passò poi ad interpretare le comiche di Lyons & Moran per la Universal Pictures. Era alla Universal quando venne "scoperta" dal regista/produttore Al Christie, uno dei più celebri autori di comiche cinematografiche dell'epoca.
Iniziò quindi ad interpretare piccole parti nelle produzioni di Christie, ottenendo presto anche ruoli di primo piano e passando dalle produzioni di un solo rullo a quelle di due rulli, trasformandosi così in una star grazie alla partecipazione quasi fissa alle Christie Comedies, serie di comiche pubblicate dallo studio Educational.

## La carriera
Dorothy Devore diventò molto popolare nell'industria cinematografica tra il 1918 e la fine degli anni venti. Era un'attrice di talento, specializzata in ruoli comici come ad esempio quello di Know Thy Wife (1918), diretto da Al Christie. Nel 1923 venne scelta per essere una delle WAMPAS Baby Stars.
Quando le si presentò l'opportunità di interpretare film più lunghi e strutturati, decise di non farlo e continuare invece a fare quello che aveva sempre fatto con successo, i film da due rulli; questo nonostante il buon riscontro che aveva ottenuto affiancando Charles Ray come coprotagonista di 45 Minutes from Broadway (1920). Ritornata nel proprio ambiente ideale girò molti filmati di successo, imponendosi come una delle migliori attrici comiche dell'epoca.
Girò l'ultimo film, Take the Heir, nel 1930, ritirandosi poi dalle scene. Secondo alcuni prese in seguito parte, con un ruolo secondario, al film Miracle on Main Street del 1939. 
Nel 1926 aveva sposato l'impresario teatrale Albert Wylie Mather.
Morì nel 1976, all'età di 77 anni, a Woodland Hills, in California.

## Riconoscimenti
- WAMPAS Baby Stars 1923

## Filmografia parziale

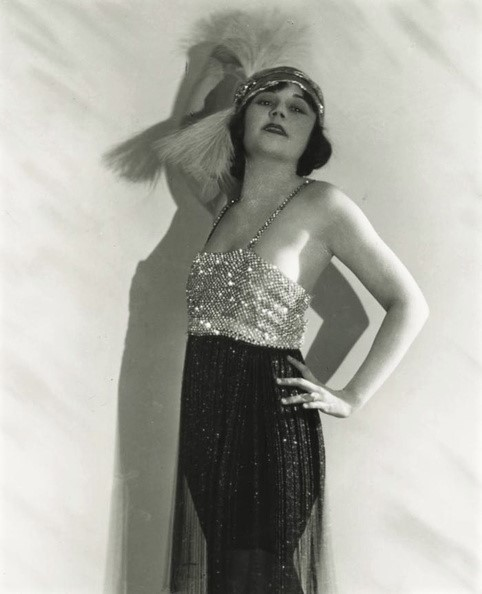
Dorothy Devore

- String Beans , regia di Victor Schertzinger (1918)
- Know Thy Wife, regia di Al Christie - cortometraggio (1918)
- Salvation Sue, regia di Al Christie (1919)
- 45 Minutes from Broadway (o Forty-five Minutes from Broadway), regia di Joseph De Grasse (1920)
- Magnificent Brute (1921)
- Hazel from Hollywood (1923)
- When Odds are Even (1923)
- The Tomboy, regia di David Kirkland (1924)
- The Prairie Wife, regia di Hugo Ballin (1925)
- I tre moschettieri del varietà (A Broadway Butterfly), regia di William Beaudine (1925)
- Mille disgrazie e una fortuna (His Majesty, Bunker Bean), regia di Harry Beaumont (1925)
- The Narrow Street, regia di William Beaudine (1925)
- The Man Upstairs (1926)
- Senor Daredevil (1926)
- Money to Burn, regia di Walter Lang (1926)
- Mountains of Manhattan, regia di James P. Hogan (1927)
- No Babies Wanted (1929)
- Take the Heir (1930)